# Rudolf Křesťan

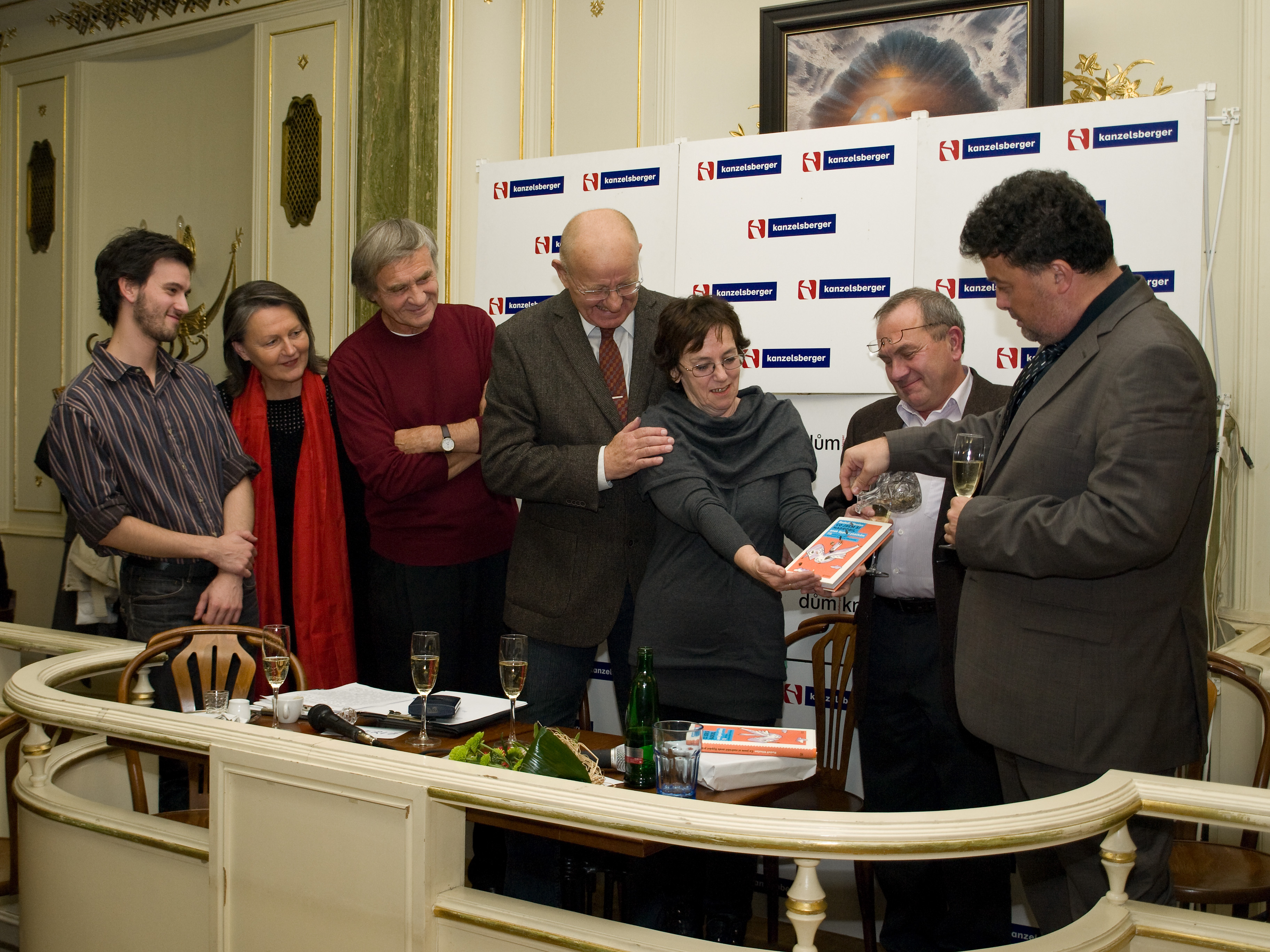
Křest knihy Co jsem si nadrobil aneb Sypání ptáčkům

Rudolf Křesťan (* 14. března 1943 Praha) je český redaktor a spisovatel známý svými fejetony.

## Život
Mládí prožil v obci Stará Role (dnes součást Karlových Varů) a ve svých pracích na toto místo často vzpomíná. Navštěvoval gymnázium v Karlových Varech. Když složil maturitní zkoušku, přihlásil se ke studiu na novinářské fakultě Univerzity Karlovy v Praze. I tuto školu zvládl úspěšně. V letech 1964 až 1992 byl redaktorem časopisu Mladý svět, poté byl deset let zaměstnán v časopisu Týdeník Televize. Podílel se na tvorbě televizního pořadu Nedělní ráno. V současné době je na volné noze a spolupracuje např. s Literárními novinami a Českým rozhlasem. Jeho knihy vyšly v celkovém nákladu přes čtvrt milionu výtisků.
Jeho manželkou je akademická malířka Magdalena Křesťanová, jejíž kresby můžeme najít v třinácti Křesťanových sbírkách fejetonů.

## Sbírky fejetonů
Do konce roku 2018 vydal 20 knih:
- Kos a kosínus (1969) – společně s Vladimírem Renčínem
- Budeš v novinách (1976) – společně s texty Františka Gela
- Myš v 11. patře (1980) – doslov Miroslav Horníček, ilustrace Vladimír Nagaj
- Slepičí krok (1986)
- Kočky v patách (1990) – ilustrace Vladimír Nagaj
- Co láká poškoláka (1991) – ilustrace Vladimír Renčín
- Jak se do lesa volá (1992) – ilustrace Vladimír Renčín
- Jak jsem si užil (1995)
- Pozor, hodný pes! (1997)
- Nebuď labuť! (1999)
- Výlov mého rybníka (2000)
- Rudolf Křesťan doma, Praha, pol. 80. let 20. století, fotografie Tomáš FassatiPodkovaná blecha (2002)
- Kachna v bazénu (2004)

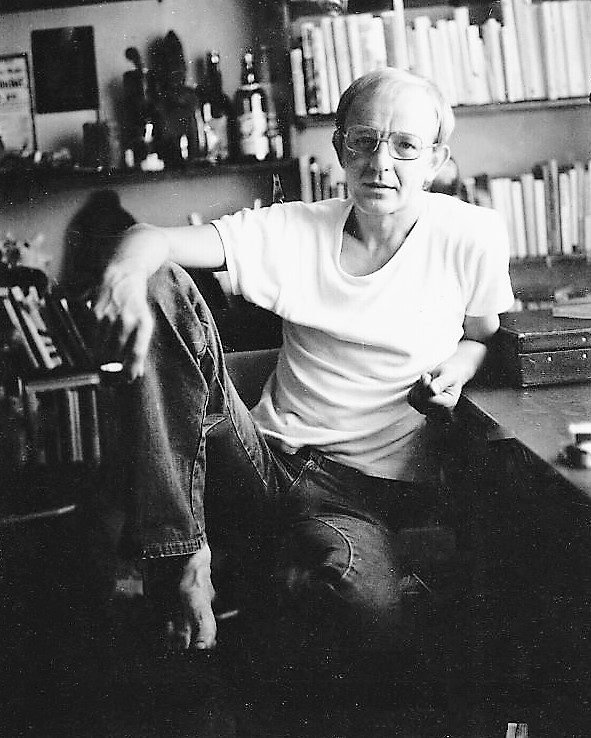
Rudolf Křesťan doma, Praha, pol. 80. let 20. století, fotografie Tomáš Fassati

- Tandem aneb po dvou ve dvou (2006)
- Jsem z toho jelen (2008)
- Co jsem si nadrobil aneb Sypání ptáčkům (2010)
- Co mají Skotové pod sukní (2012)
- Proč nemám pistoli (2014)
- Jako husa do flašky (2016)
- Tajemné kotě (2018)